# Australische Futsalnationalmannschaft
Die australische Futsalnationalmannschaft ist eine repräsentative Auswahl australischer Futsalspieler. Die Mannschaft vertritt den australischen Fußballverband bei internationalen Begegnungen. Das Team gewann die ersten vier Austragungen der OFC Futsal Championship und nahm an fünf Weltmeisterschaften teil. Nach dem Übertritt des Verbandes zur Asian Football Confederation tritt die Mannschaft seit 2006 bei der Asienmeisterschaft an.

## Abschneiden bei Turnieren
1985 und 1988 nahm ein australisches Team an den Weltmeisterschaften des Futsal-Weltverbandes FIFUSA teil und erreichte dabei 1988 als Gastgeber die zweite Gruppenphase. Auf Einladung der FIFA entsendete der australische Fußballverband 1989 ein Team zur ersten Futsal-Weltmeisterschaft in den Niederlanden. Dort scheiterten die Futsalroos, wie auch bei den nachfolgenden vier Weltmeisterschaften, jeweils bereits in der Vorrunde. 1996, 2000 und 2004 blieb man dabei zudem ohne Punktgewinn.
Während man den Futsal im ozeanischen Verband dominierte und von 1992 bis 2004 die ersten vier kontinentalen Turniere gewann (die zudem auch als Qualifikation für die Weltmeisterschaft dienten), verpasste man 2008 durch eine 2:5-Niederlage im Viertelfinale bei der Asienmeisterschaft gegen Thailand erstmals eine WM-Endrunde. Das Viertelfinale war auch bei den drei weiteren Teilnahmen 2006, 2007 und 2010 Endstation für das australische Futsalnationalteam.

### Futsal-Weltmeisterschaft
- 1989 – Vorrunde
- 1992 – Vorrunde
- 1996 – Vorrunde
- 2000 – Vorrunde
- 2004 – Vorrunde
- 2008 – nicht qualifiziert
- 2012 – Vorrunde
- 2016 – Vorrunde
- 2021 – nicht qualifiziert
- 2024 – nicht qualifiziert

### OFC Futsal Championship
- 1992 – Ozeanienmeister
- 1996 – Ozeanienmeister
- 1999 – Ozeanienmeister
- 2004 – Ozeanienmeister
- seit 2006 Mitglied des AFC

### Futsal-Asienmeisterschaft
- bis 2005 Mitglied des OFC
- 2006 – Vorrunde
- 2007 – Viertelfinale
- 2008 – Viertelfinale
- 2010 – Viertelfinale
- 2012 – 4. Platz
- 2014 – Viertelfinale
- 2016 – Viertelfinale
- 2018 – zurückgezogen
- 2022 – nicht qualifiziert
- 2024 – Vorrunde